# Linearna neodvisnost
Linearna neodvisnost v linearni algebri pomeni, da se nobenega vektorja iz množice W, ne da zapisati kot linearno kombinacijo drugih vektorjev iz W. Če se da enega od vektorjev izraziti z drugimi, pa govorimo o linearni odvisnosti.
Vektorji {\displaystyle \{v_{1},\dots ,v_{n}\}} so po definiciji linearno neodvisni, če velja:
{\displaystyle \alpha _{1}v_{1}+\cdots +\alpha _{n}v_{n}=0\implies \forall n,\alpha _{n}=0}
Primer: (1,0,0) in (0,1,0) v R3 sta neodvisna vektorja.